# تصنيع دقيق

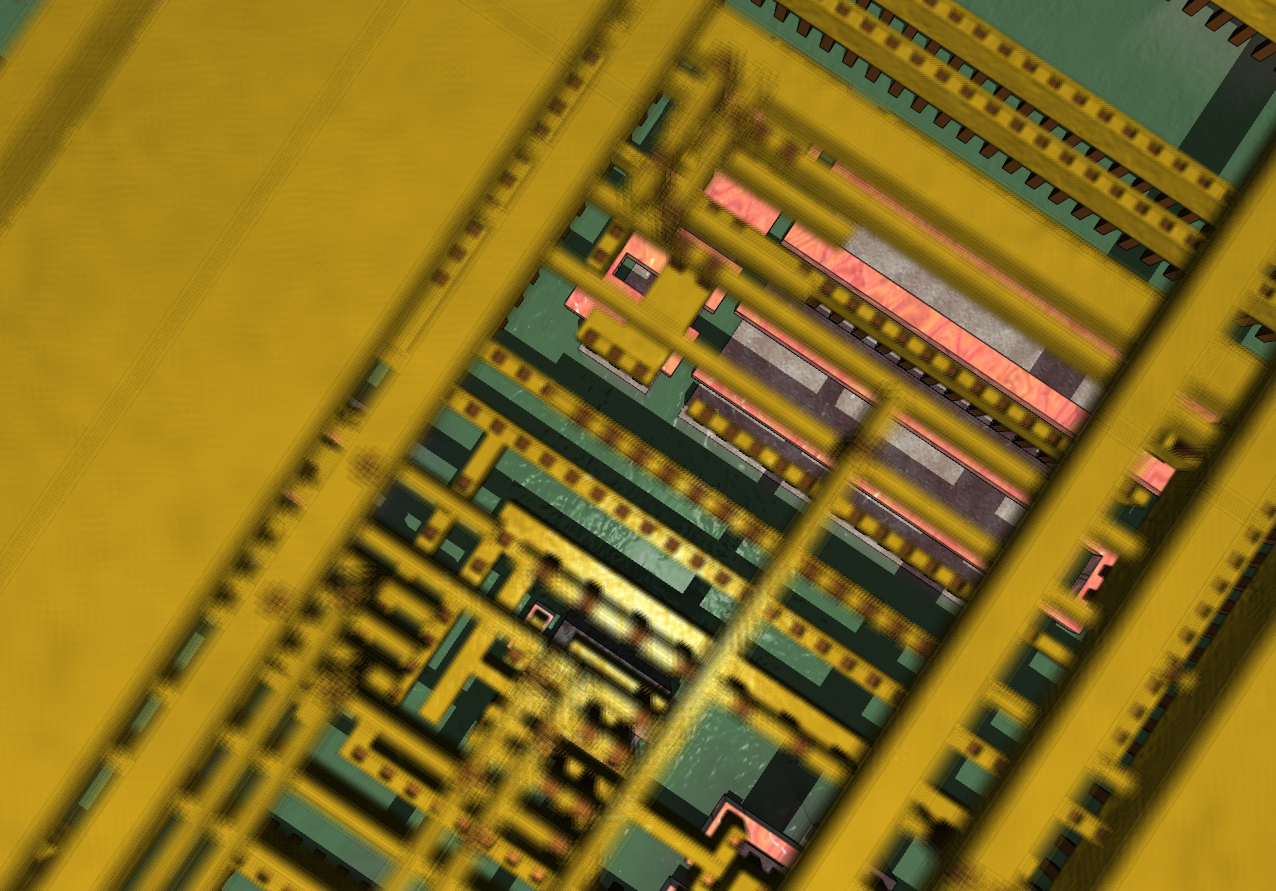
التفاصيل الصناعية لدائرة متكاملة مصنعة بالتقنية الدقيقة من خلال أربع طبقات من النحاس المترابط والمستوي، وصولا إلى السيليكون المتعدد (الوردي) والاوعية (رمادي) والطبقة السفلى (الخضراء).

التصنيع الدقيق أو الإنتاج الدقيق (بالإنجليزية: microfabrication or micromanufacturing)‏ هو مصطلح يستخدم لوصف عمليات تصنيع هياكل مصغرة، من أحجام ميكرومتر أصغر حجما. تاريخيا كان المصطلح عاما ويستخدم في منذ وقت قصير لصناعة أشباه الموصلات في تصنيع الدوائر المتكاملة، وقد تم تغطية هذه العمليات من جانب مصطلح آخر وهو تصنيع أجهزة أشباه الموصلات أو تصنيع أشباه الموصلات.
التقنية ساهمت في مجال التصغير (بالإنجليزية: Miniaturization )‏ لمختلف الأجهزة في العديد من مجالات العلوم والهندسة مثل: الفيزياء والكيمياء وعلم المواد، علم الحاسوب، والهندسة فائقة الدقة وعمليات التصنيع، وتصميم المعدات. كما أدت أيضا إلى نشوء أنواع مختلفة من البحوث المتعددة الاختصاصات.

## مجالات الاستخدام
الأجهزة المصنعة دقيقا تشمل:
- دارة متكاملة (انظر تصنيع أجهزة أشباه الموصلات).
- النظم كهروميكانيكية صغرى والتي تختصر بالممس وأجهزة الموائع.
- ليزر اشباه الموصلات.
- شاشة عرض مسطحة.
- الحساسات الدقيقة مثل (الحساس الحيوي الحساس النانوي).
- خلية وقود.
- أنابيب نانوية كربونية.

## النشأة
نشأت تقنية الصناعة الدقيقة من صناعة الإلكترونيات الدقيقة، وعادة ما تكون الأجهزة الدقيقة مصنوعة على رقائق السليكون على الرغم من أن الزجاج والبلاستيك ومواد أخرى عديدة قيد الاستخدام حاليا أيضا وتستخدم كرقاقة (وايفر).

## النظافة في عملية تصنيع الرقائق
تجري عملية ألتصنيع الدقيق في الغرف النظيفة حيث تم تنقية الهواء من تلوث الجسيمات ودرجة الحرارة والرطوبة والاهتزازات والاضطرابات الكهربائية وتحت رقابة صارمة جدا. الدخان والغبار والبكتيريا والخلايا كلها مقاربة للميكرومتر في القياس ووجودها سوف يدمر وظائف ألأجهزة الدقيقة لذا تعتببر من الملوثات المؤثرة على هذه الصناعات الدقيقة.